# První vláda Klementa Gottwalda
První vláda Klementa Gottwalda, zvaná též Vláda Národní fronty existovala od 2. července 1946 do 25. února 1948.

## Únor 1948
20. února podalo demisi 12 ministrů, působících za strany ČSNS (4), ČSL (4) a DS (4). Jednalo se o ministry: Prokop Drtina, Mikuláš Franek, František Hála, Štefan Kočvara, Jan Kopecký, Ján Lichner, Ivan Pietor, Adolf Procházka, Hubert Ripka, Jaroslav Stránský, Jan Šrámek a Petr Zenkl. 25. února prezident Edvard Beneš demisi ministrů přijal a pověřil Klementa Gottwalda úkolem vládu doplnit a rekonstruovat. Zároveň došlo k dodatečnému zproštění úřadu dvou ministrů za ČSSD Václava Majera a Františka Tymeše.
V nově sestavené vládě (viz druhá vláda Klementa Gottwalda) usedli všichni stávající ministři za KSČ, KSS, nezávislí ministři a ministryně do této doby působící za ČSSD Ludmila Jankovcová. Zbývající posty byly doplněny novými ministry podle Gottwaldova návrhu, který prezident Beneš přijal. Členové nové vlády již následně vystupovali jednotně jako zástupci Národní fronty Čechů a Slováků. Tímto aktem došlo k završení komunistického převratu v poválečném Československu. Události mezi 17. a 25. únorem 1948 byly komunistickým režimem následně oslavovány jako "Vítězný únor".

## Poměr sil ve vládě

### Počet ministrů
| - KSČ+KSS   | 9 |
| - ČSNS      | 4 |
| - ČSL       | 4 |
| - DS        | 4 |
| - ČSSD      | 3 |
| - nezávislí | 2 |

## Složení vlády
| Strana                                           | Strana                                      | Portfej                   | Ministr            | Nástup do úřadu    | Odchod z úřadu     |
| ------------------------------------------------ | ------------------------------------------- | ------------------------- | ------------------ | ------------------ | ------------------ |
|                                                  | Komunistická strana Československa          | Předseda vlády            | Klement Gottwald   | 2. července 1946   | 25. února 1948     |
| Ministr ochrany práce a sociální péče            | Komunistická strana Československa          | Zdeněk Nejedlý            | 2. července 1946   | 25. února 1948     |                    |
| Ministr vnitra                                   | Komunistická strana Československa          | Václav Nosek              | 2. července 1946   | 25. února 1948     |                    |
| Ministr informací                                | Komunistická strana Československa          | Václav Kopecký            | 2. července 1946   | 25. února 1948     |                    |
| Ministr financí                                  | Komunistická strana Československa          | Jaromír Dolanský          | 2. července 1946   | 25. února 1948     |                    |
| Ministr vnitřního obchodu                        | Komunistická strana Československa          | Antonín Zmrhal            | 2. července 1946   | 3. prosince 1947   |                    |
| Ministr vnitřního obchodu                        | Komunistická strana Československa          | Alexej Čepička            | 3. prosince 1947   | 25. února 1948     |                    |
|                                                  | Československá strana lidová                | Náměstek předsedy vlády   | Jan Šrámek         | 2. července 1946   | 20. února 1948     |
| Ministr pošt                                     | Československá strana lidová                | František Hála            | 2. července 1946   | 20. února 1948     |                    |
| Ministr zdravotnictví                            | Československá strana lidová                | Adolf Procházka           | 2. července 1946   | 20. února 1948     |                    |
| Ministr techniky:                                | Československá strana lidová                | Alois Vošahlík            | 18. července 1946  | 8. srpna 1946      |                    |
| Ministr techniky:                                | Československá strana lidová                | Jan Kopecký               | 28. srpna 1946     | 20. února 1948     |                    |
| Ministr bez portfeje                             | Československá strana lidová                | Alois Vošahlík            | 2. července 1946   | 18. července 1946  |                    |
|                                                  | Demokratická strana                         | Náměstek předsedy vlády   | Ján Ursíny         | 2. července 1946   | 25. listopadu 1947 |
| Štefan Kočvara                                   | Demokratická strana                         | Náměstek předsedy vlády   | 25. listopadu 1947 | 20. února 1948     |                    |
| Ministr dopravy                                  | Demokratická strana                         | Ivan Pietor               | 2. července 1946   | 20. února 1948     |                    |
| Státní tajemník v ministerstvu národní obrany    | Demokratická strana                         | Ján Lichner               | 2. července 1946   | 20. února 1948     |                    |
| Ministr pro sjednocení zákonů                    | Demokratická strana                         | Mikuláš Franek            | 18. července 1946  | 20. února 1948     |                    |
|                                                  | Československá strana národně socialistická | Náměstek předsedy vlády   | Petr Zenkl         | 2. července 1946   | 20. února 1948     |
| Ministr zahraničního obchodu                     | Československá strana národně socialistická | Hubert Ripka              | 2. července 1946   | 20. února 1948     |                    |
| Ministr školství a osvěty                        | Československá strana národně socialistická | Jaroslav Stránský         | 2. července 1946   | 20. února 1948     |                    |
| Ministr spravedlnosti                            | Československá strana národně socialistická | Prokop Drtina             | 2. července 1946   | 20. února 1948     |                    |
|                                                  | Československá sociální demokracie          | Náměstek předsedy vlády:  | Zdeněk Fierlinger  | 2. července 1946   | 25. listopadu 1947 |
| František Tymeš                                  | Československá sociální demokracie          | Náměstek předsedy vlády:  | 25. listopadu 1947 | 25. února 1948     |                    |
| Ministr průmyslu:                                | Československá sociální demokracie          | Bohumil Laušman           | 2. července 1946   | 25. listopadu 1947 |                    |
| Ministr průmyslu:                                | Československá sociální demokracie          | Ludmila Jankovcová        | 25. listopadu 1947 | 25. února 1948     |                    |
| Ministr výživy                                   | Československá sociální demokracie          | Václav Majer              | 2. července 1946   | 25. února 1948     |                    |
|                                                  | Komunistická strana Slovenska               | Náměstek předsedy vlády:  | Viliam Široký      | 2. července 1946   | 25. února 1948     |
| Ministr zemědělství                              | Komunistická strana Slovenska               | Július Ďuriš              | 2. července 1946   | 25. února 1948     |                    |
| Státní tajemník v ministerstvu zahraničních věcí | Komunistická strana Slovenska               | Vladimír Clementis        | 2. července 1946   | 25. února 1948     |                    |
|                                                  | Nestraničtí ministři                        | Ministr zahraničních věcí | Jan Masaryk        | 2. července 1946   | 25. února 1948     |
| Ministr národní obrany                           | Nestraničtí ministři                        | Ludvík Svoboda            | 2. července 1946   | 25. února 1948     |                    |

| Legenda               |
| --------------------- |
| demise 20. února 1948 |

### Změny ve vládě
- 3. prosince 1947 vystřídal Antonína Zmrhala ve funkci ministra vnitřního obchodu Alexej Čepička
- 8. srpna 1946 zemřel ministr techniky Alois Vošahlík, 28. srpna 1946 ho ve funkci nahradil Jan Kopecký[1]
- 25. listopadu 1947 byli náměstek vlády Ján Ursíny, náměstek vlády Zdeněk Fierlinger a ministr průmyslu Bohumil Laušman zproštěni úřadu.
- 20. února 1948 podali demisi tito ministři: Prokop Drtina, Mikuláš Franek, František Hála, Štefan Kočvara, Jan Kopecký, Ján Lichner, Ivan Pietor, Adolf Procházka, Hubert Ripka, Jaroslav Stránský, Jan Šrámek, Petr Zenkl.
- 25. února 1948 byli zproštěni úřadu tito ministři: Václav Majer, František Tymeš.

## Citáty
| „                                                                        | Právě se vracím z Hradu od prezidenta republiky. Dnes ráno jsem panu prezidentu republiky podal návrh na přijetí demise ministrů, kteří odstoupili 20. února tohoto roku. A současně jsem panu prezidentu navrhl seznam osob, kterými má býti vláda doplněna a rekonstruována. Mohu vám sdělit, že pan prezident všechny mé návrhy, přesně tak jak byly podány, přijal. | “ |
| — projev Klementa Gottwalda 25. února 1948 na Václavském náměstí v Praze | |   |